# Liceo scientifico Galileo Galilei (Potenza)
Il liceo scientifico Galileo Galilei è un istituto di istruzione superiore italiano con sede nella città di Potenza, ad ovest del rione Risorgimento.

## Storia
Il liceo viene riconosciuto e istituito il 22 maggio del 1953 sebbene operasse già dal 1950 come istituto autorizzato presso i locali ubicati nel rione Santa Maria al Principe di Piemonte con una singola classe di 14 alunni.

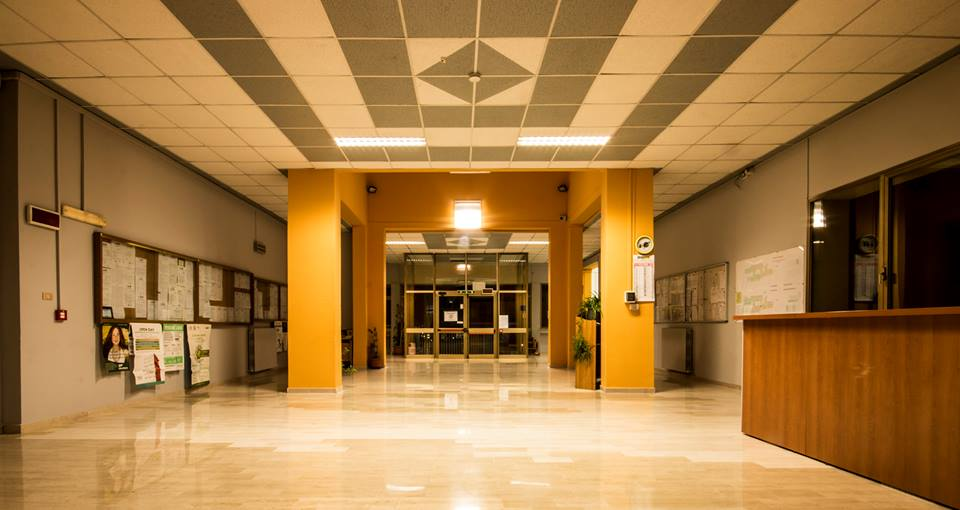
Atrio centrale

Tre anni dopo la fondazione ufficiale, si forma il primo corso di studi completo, formato prevalentemente da ragazzi già in precedenza iscritti al collegio del Principe di Piemonte e per la maggior parte esenti dal pagare le tasse, in quanto orfani o figli di invalidi di guerra.
Si registra poi, nell'anno successivo (1957), un'impennata di preferenze degli studenti lucani in favore degli istituti ad indirizzo scientifico, a tal punto che, nella sola classe prima, si arrivano a contare ben 38 alunni. Nello stesso anno, tra i 114 iscritti, 55 risultavano essere figli di caduti per la Patria.
Viene annesso, durante l'anno scolastico 1962/63, al Liceo Classico Quinto Orazio Flacco contando un numero di iscritti pari a 112 alunni.
Il sodalizio con il liceo Flacco, però, si interrompe in fretta, e già nel 1963, l'istituto raggiunge l'autonomia (malgrado non riesca ad attribuirsi una denominazione precisa) rimanendo all'interno dei locali del Principe di Piemonte fino al 1965 salvo poi trasferirsi nei locali di via Mazzini, dove rimarrà fino all'anno 1985. A partire dal 1983 le classi sono gradualmente trasferite nella nuova sede di Via Anzio dove l'istituto risiede ancora oggi.

## L'edificio
Sviluppato in un unico complesso di notevoli dimensioni (ora no), il Liceo Galilei può contare su un numero considerevole di locali suddivisi in aule didattiche, laboratori multimediali, palestre, aula magna, biblioteca e sala lettura. Costruito nel 1976, presentava un solo padiglione, ampliato negli anni fino a raggiungere la struttura odierna nel 1992. L'edificio è inoltre dotato di accorgimenti specifici per il superamento delle barriere architettoniche e di precauzioni per ridurre i consumi energetici come, ad esempio, i pannelli fotovoltaici.

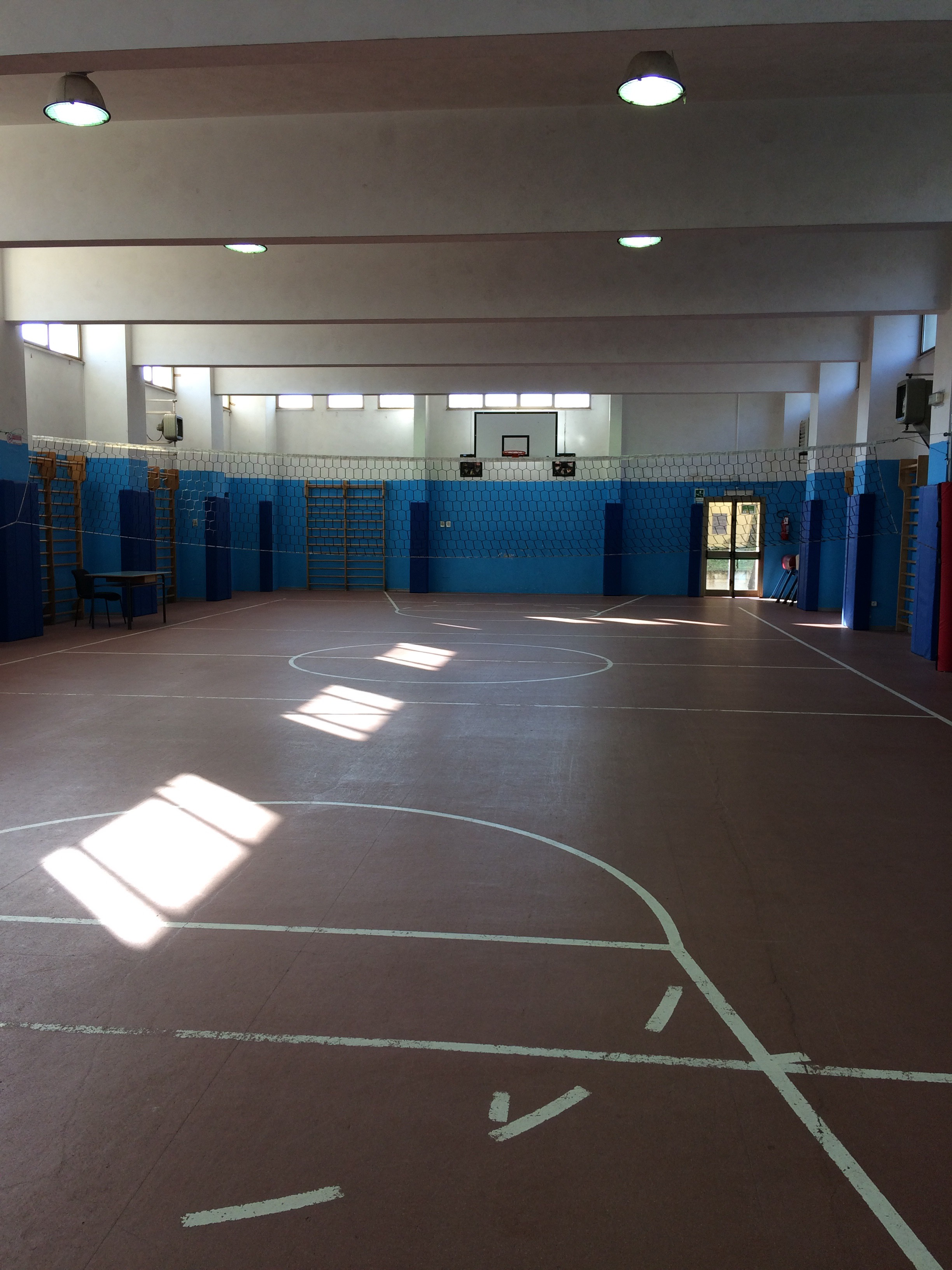
Palestra istituto

La biblioteca dell’Istituto ospita circa 6000 volumi. È possibile consultare o prendere in prestito opere di filosofia, scienze, arte, letteratura, storia. È presente anche una sezione dedicata alla Lucania ed alla sua storia. L'istituto dispone inoltre di due palestre, un'aula magna da 280 posti e undici laboratori con un proiettore interattivo, 170 computer e 10 Lim..

## Convivium Galileianum
La manifestazione più importante organizzata dal Liceo è il Convivium Galileianum, un certamen di rilievo nazionale che prevede la traduzione dal latino di un brano di un filosofo o scienziato moderno. Attraverso il Convivium, la scuola persegue un approccio basato sul connubio tra sapere scientifico e sapere umanistico, e promuove il territorio lucano in una logica di integrazione tra cultura e turismo.

### Storia
La prima edizione del Convivium risale al 1997. La manifestazione fu ideata dal preside dell'epoca Antonino D'Amico e dai docenti Margherita Torrio, Giuseppe Zita e Angelo Luongo, con l'intento di rivalorizzare la lingua latina abbinandola alle materie scientifiche. In alcune edizioni il vincitore è stato premiato anche dal Ministero della pubblica Istruzione; inizialmente la gara era riservata ai soli studenti del Liceo Galilei; in seguito è stata estesa a livello nazionale. Il primo premio è dedicato alla memoria del figlio del preside Antonino D'Amico.

### Criteri di scelta delle opere e dei partecipanti
Ogni anno un consiglio scientifico propone un autore, solitamente tra quelli studiati durante l'anno scolastico; la correzione delle prove è affidata ai docenti dell'Università degli Studi della Basilicata e ai professori in pensione del liceo. Per ogni classe sono selezionati tre o quattro studenti secondo criteri prestabiliti, quali una media dell'8 nelle materie scientifiche e 8 in latino.